# Zelg Galešić
 Zelg "Benkei" Galešić (Pula, 16. veljače 1979.) je hrvatski borac 
mješovitih borilačkih vještina (engl. Mixed Martial Arts, MMA). Trenutno se bori u 
organizaciji DREAM. Prije se borio za Cage Rage, PRIDE i HERO'S.

## MMA karijera
Zelg Galešić je svoj prvi profesionalni nastup imao 12. rujna 2004. u Ultimate Combat 11: Wrath of the Beast, gdje je već nakon 16 sekundi pobijedio Jima Bentleya. 
Zelga često zovu Hrvatski wunderkid ili Mali Cro Cop, međutim najpoznatiji je po nadimku Benkei prema legendarnom japanskom samuraju. Poput drugih hrvatskih boraca, Mirka Filipovića i Branka Cikatića, vrlo je dobar u borbi "na nogama".

## MMA profesionalne borbe
| 11-8-0 (pobjeda-poraza-neriješeno) |                           |                                     |                                                   |                     |       |               |
| Rezultat                           | Protivnik                 | Razlog                              | Manifestacija                                     | Nadnevak            | Runda | Vrijeme borbe |
| poraz                              | Ricco Rodriguez           | submission                          | Final Fight Championship 8                        | 25. listopada 2013. | 1     | 3:50          |
| poraz                              | Linton Vassell            | tehnički nokaut (udarci)            | UCMMA 32 - Ultimate Challenge MMA 32              | 2. veljače 2013.    | 1     | 4:31          |
| poraz                              | Attila Vegh               | predaja (poluga)                    | BFC - Bellator Fighting Championships 71          | 22. lipnja 2012.    | 1     | 1:00          |
| pobjeda                            | Doug Marshall             | nokaut (leteće koljeno)             | SFL 3 - Super Fight League 3                      | 6. svibnja 2012.    | 1     | 0:34          |
| poraz                              | Aleksandr Šlemenko        | predaja (giljotina)                 | BFC - Bellator Fighting Championships 50          | 17. rujna 2011.     | 1     | 1:55          |
| pobjeda                            | Lee Chadwick              | nokaut (udarci)                     | OMMAC 9 - Enemies                                 | 5. ožujka 2011.     | 1     | 2:40          |
| poraz                              | Kazushi Sakuraba          | predaja (poluga na koljenu)         | DREAM 12 - The Cage of the Rising Sun             | 25. listopada 2009. | 1     | 1:40          |
| poraz                              | Ronaldo "Jacare" de Souza | predaja (poluga na ruci)            | DREAM 6 - Srednja kategorija Grandprix 2008 Final | 23. rujna 2008.     | 1     | 1:24          |
| pobjeda                            | Taiei Kin                 | tehnički nokaut (ozljeda lakta)     | DREAM 4 - Srednja kategorija Grandprix 2008       | 15. lipnja 2008.    | 1     | 1:05          |
| pobjeda                            | Magomed Sultanakhmedov    | predaja (poluga na ruci)            | DREAM 2 - Srednja kategorija Grandprix 2008       | 29. travnja 2008.   | 1     | 1:20          |
| pobjeda                            | Taiei Kin                 | tehnički nokaut (liječnička odluka) | K-1 - OLYMPIA HERO'S 2007                         | 28. listopada 2007. | 1     | 0:36          |
| poraz                              | Yoon Dong-sik             | predaja (poluga na ruci)            | K-1 HERO's - Finale                               | 17. rujna 2007.     | 1     | 1:29          |
| poraz                              | Makoto Takimoto           | predaja                             | PRIDE 34 - Kamikaze                               | 8. travnja 2007.    | 1     | 5:40          |
| pobjeda                            | Mark Weir                 | tehnički nokaut                     | CR 19 - Fearless                                  | 9. prosinca 2006.   | 1     | 0:50          |
| pobjeda                            | James Nicholl             | tehnički nokaut (udarci)            | CR 18 - Battleground                              | 30. rujna 2006.     | 1     | 2:02          |
| pobjeda                            | Curtis Stout              | predaja (poluga na ruci)            | CR 17 - Ultimate Challenge                        | 1. srpnja 2006.     | 1     | 1:10          |
| pobjeda                            | Michael Holmes            | tehnički nokaut (udarci)            | CR 15 - Adrenalin Rush                            | 4. veljače 2006.    | 1     | 1:41          |
| pobjeda                            | John Flemming             | nokaut                              | UD 2 - Urban Destruction 2                        | 30. srpnja 2005.    | 1     | TBC           |
| poraz                              | Paul Taylor               | tehnički nokaut                     | UD 1 - Urban Destruction 1                        | 10. travnja 2005.   | 3     | TBC           |
| pobjeda                            | Jim Bentley               | tehnički nokaut                     | UC 11 - Wrath of the Beast                        | 12. rujna 2004.     | 1     | 1:16          |

## MMA amaterske borbe
| 5-0-0 (pobjeda-poraza-neriješeno) 1 NC |                   |           |                                         |                    |       |               |
| Rezultat                               | Protivnik         | Razlog    | Manifestacija                           | Nadnevak           | Runda | Vrijeme borbe |
| pobjeda                                | Chris Sturgess    | predaja   | Combat Sports Open Trials 2004: 2. krug | 25. travnja 2004.  | 1     | 00:43         |
| pobjeda                                | Glenn Cutter      | predaja   | Combat Sports Open Trials 2004: 2. krug | 25. travnja 2004.  | 1     | 00:33         |
| pobjeda                                | Aaron O'Neil      | predaja   | Combat Sports Open Trials 2004: 1. krug | 8. veljače 2004.   | 1     | 00:13         |
| B.B.                                   | Michael Gill      | bez borbe | Combat Sports Open Trials 2004: 1. krug | 8. veljače 2004.   | 1     | B.B.          |
| pobjeda                                | Matt Howell       | predaja   | Combat Sports Open Trials 2003: 3. krug | 10. kolovoza 2003. | 1     | 01:19         |
| pobjeda                                | Jamiu Ola Balogun | predaja   | Combat Sports Open Trials 2003: 3. krug | 10. kolovoza 2003. | 1     | TBC           |

## Vanjske poveznice
- Zelg Galešić na MMAUniverse.com  Arhivirana inačica izvorne stranice od 4. srpnja 2008. (Wayback Machine)